# Корнев, Иван Меркулович
Иван Меркулович Корнев (1884, Угличский уезд, Ярославская губерния — 1931) — русский поэт-самоучка.

## Биография
Родился в 1884 году в деревне Сенькино Заозерской волости Угличского уезда Ярославской губернии в бедной семье. После окончания двух классов Заозерской школы работал в Москве мальчиком на побегушках, затем — официантом в трактире Егорова в Охотном ряду. В дальнейшем официантом он проработал около 40 лет в различных ресторанах, трактирах, пивных и столовых. Один из организаторов в 1905 году профсоюза работников трактирного промысла.
С 1911 года в различных журналах печатались его стихотворения. В 1914 году изданы подготовленные С. Н. Кошкаровым два выпуска стихотворений Корнева «Стихи и песни поэта из деревни», в которых сильны революционные мотивы.
Летом 1914 года мобилизован и отправлен на фронт Первой мировой войны, которую прошёл рядовым солдатом. В 1918 году был тяжело ранен и контужен, попал в плен, на него пришла ложная похоронка.
Освободившись, вернулся в родную деревню, где принял активное участие в становлении советской власти, в общественной и культурной жизни. В 1920—1921 годах сотрудник газеты «Угличская правда», в которой под псевдонимом «Заозерский» публиковал и свои стихи. С 1921 года работал в Москве в Нарпите официантом. Печатался в газетах и журналах (особенно часто в «Рабочий народного питания»). Его поэзия в эти годы типично крестьянская и близка к творчеству П. Орешина, С. Клычкова, В. Наседкина, П. Ширяевца; сильно влияние С. Есенина.
Умер в 1931 году.

## Комментарии
1. ↑  Деревня Сенькино (Сенькина)[1] в составе Заозерской волости Угличского уезда находилась примерно в 29 верстах от Углича, насчитывала 11 дворов (45 жителей)[2]; не сохранилась, ныне — территория Ильинского сельского поселения в Угличском районе, Ярославская область.[3].